# مراسم گوات
مراسم گوات  یا مراسم گواتی یک نوع مراسم ذکرخوانی است و ریشهٔ مذهبی دارد و یکی از انواع موسیقی درمانی به شمار می‌رود. معنی تحت‌اللفظی گوات، باد یا هواست. گواتی به بیماری گفته می‌شود که گوات در جسم او حلول کرده، تعادل روحی، روانی را برهم زده‌است. بیماری گوات در بلوچستان نوعی بیماری روانی است که بیشتر در زنان بروز می‌کند. اعتقاد به وجود امراض مرموز و پلید، نه تنها در بلوچستان که در کل مناطق ساحلی جنوب ایران وجود دارد و از تنوع فراوانی نیز برخوردار است. هر یک از گوات‌ها یا ارواح مرموز به علت چگونگی تأثیرشان بر شخص، تحت عناوین بخصوصی گروه‌بندی می‌شوند. تمایز آن‌ها نه فقط تحت عناوین بخصوص بلکه بر اساس مذکر و مؤنث بودنشان، کافر یا مسلمان بودن و غیره نیز مشخص می‌شود.
تنها موسیقی است که قادر است ارواح مرموز و پلید را از وجود بیمار طرد کند. رقص و تحرکات یکنواخت بدن در مراسم گوات بخش جدایی‌ناپذیر این مراسم است. تکرار مداوم یک فیگور یا موتیف در موسیقی موجب تحرکات یکنواخت جسمانی می‌شود که بیمار را در جهت محدودیت خودآگاهی سوق می‌دهد و محدودیت خودآگاهی می‌تواند تا حدود خلسه به اوج خود برسد و در نهایت فرد را به مرحلهٔ ناخودآگاه سوق می‌دهد. این مراسم توسط گواتی ءمات یا مادر گوات رهبری می‌شود. از آنجا که بیماری گوات بیشتر معطوف به زنان است، رهبری گوات نیز به عهدهٔ زن است. وظیفهٔ مادر گوات تشخیص وجود گوات در بیمار و تعیین درجهٔ حدت یا بهبودی گوات طی مراحل مختلف است. برای هر گواتی مقام گواتی مخصوص اجرا می‌شود. مقام‌های گواتی مختلف است و هر کدام برای مرحلهٔ خاصی از نظر شدت و ضعف بیماری است. واکنش بیمار در مقابل هر یک از مقام‌ها است که باعث تداوم آن آهنگ در طول مراسم می‌شود. متن آوازهای گوات در درجهٔ اول حاوی مدح لعل شهباز قلندر و شیخ عبدالقدر گیلانی است. این مراسم از ۳ تا ۷ شب و هر شب از ۱ تا ۴ ساعت بسته به نوع بیماری می‌تواند ادامه یابد. اگر بیمار در پایان مرحلهٔ نهایی بهبود نیافت، مرگ او حتمی است.
در مورد مردان این مراسم مراسم دمال نامیده می‌شود. رهبر دمال را خلیفه گویند. این مراسم با موسیقی و تحریکات شدید جسمانی و دعا و نیایش همراه است. در گوات و دمال تقریباً از کلیهٔ سازهای بلوچ بخصوص سرود، تمبورک و دهلک استفاده می‌شود.